# Harper Lee

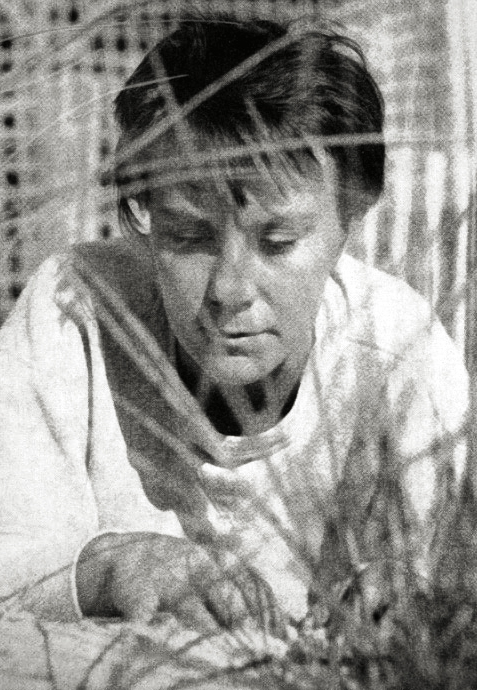
Portré a Ne bántsátok a feketerigót! (1960) első kiadásából (Truman Capote fényképe)

Harper Lee (született Nelle Harper Lee) (Monroeville, Alabama, 1926. április 28. – Monroeville, 2016. február 19.) amerikai regényíró. 1960-ban kiadott, Ne bántsátok a feketerigót! című regényéért 1961-ben megkapta a Pulitzer-díjat a széppróza kategóriában.

## Korai évei
Négy gyermek közül utolsóként látta meg a napvilágot, szülei Amasa Coleman Lee és Frances Cunningham Finch Lee. Apja, korábban újságszerkesztő és -tulajdonos, ügyvéd volt és a tagállam parlamentjében is dolgozott 1926-tól 1938-ig. Gyerekként Lee fiús lány volt, és igen korán kezdett el olvasni. Gyermekkori jó barátja Truman Capote, akivel később közösen is dolgoztak.
Jogi tanulmányokat folytatott 1945-49-ig az Alabama Állami Egyetemen. Nem sikerült teljesítenie a jogi diplomára vonatkozó követelményeket, ezért 1950-ben New Yorkba utazott, és az Eastern Airlinesnak és a BOAC-nek dolgozott a jegyelővételi irodában.
Egészen az 1950-es évek végéig így dolgozott, amikor eldöntötte, hogy az írásnak szenteli az életét. Hazautazott a családjához Alabama államába, hogy gondját viselje beteg apjának.

## Ne bántsátok a feketerigót!
1956 karácsonyán Lee barátai, Michael Brown és Joy Williams Brown egyévi bérének megfelelő pénzt ajándékoztak neki, hogy az írással foglalkozhasson. Egy éven belül elkészült a Ne bántsátok a feketerigót! első vázlatával. 1959 nyarán befejezte a könyvet, amit 1960-ban adtak ki. A regény bestseller lett, és kritikai sikert aratott. 1961-ben Lee emiatt elnyerte a Pulitzer-díjat.
A Ne bántsátok a feketerigót! számos önéletrajzi elemet tartalmaz. A főszereplő, Scout, Leehez hasonlóan egy fiús lány, apja pedig egy kisvárosi ügyvéd Alabamában. Scout barátját, Dillt a szerző Truman Capote-ról mintázta.
A könyvből 1962-ben sikeres, több Oscar-díjat nyert film készült. Lee elismerően 
nyilatkozott az adaptációról, a Scout apját, Atticust játszó Gregory Pecknek pedig közeli barátja lett.
Soha nem gondoltam, hogy ekkora sikere lesz a történetnek, olyasmi ez, mintha fejbe vágtak volna. [...] Egy kis elismerésre vágytam csak, de amint látják, sokat kaptam belőle, és ez ugyanannyira ijesztő, mintha sosem foglalkoztak volna a könyvemmel.
A regényből több, mint 30 millió példányt adtak el, valamint több, mint 40 nyelvre fordították le.

## A Ne bántsátok a feketerigót! után
A regény megírását követően Lee elkísérte Truman Capote-ot a kansasi Holcombba, hogy segítsen neki az ott történt gyilkosságokkal kapcsolatos kutatásban. Capote ennek alapján írta meg Hidegvérrel című, nagy sikerű dokumentumregényét.
A Ne bántsátok a feketerigót megjelenése után Lee majdnem minden interjúra vagy közszereplésre vonatkozó felkérést elutasított, és néhány rövid esszét leszámítva semmit sem publikált. The Long Goodbye címmel belekezdett egy második regénybe, de nem fejezte be. A '80-as évek közepén elkezdett egy könyvet egy alabamai sorozatgyilkosról, ám ez sem készült el. 2015-ben publikálta második regényét Menj, állíts őrt címmel.
Lee több tiszteletbeli doktorátust is elfogadott, de visszautasította, hogy beszédeket mondjon.
Fantasztikus, ahogy folyton új dolgokat vélnek benne felfedezni, és ahogy a saját életükkel kapcsolják össze a történetet.

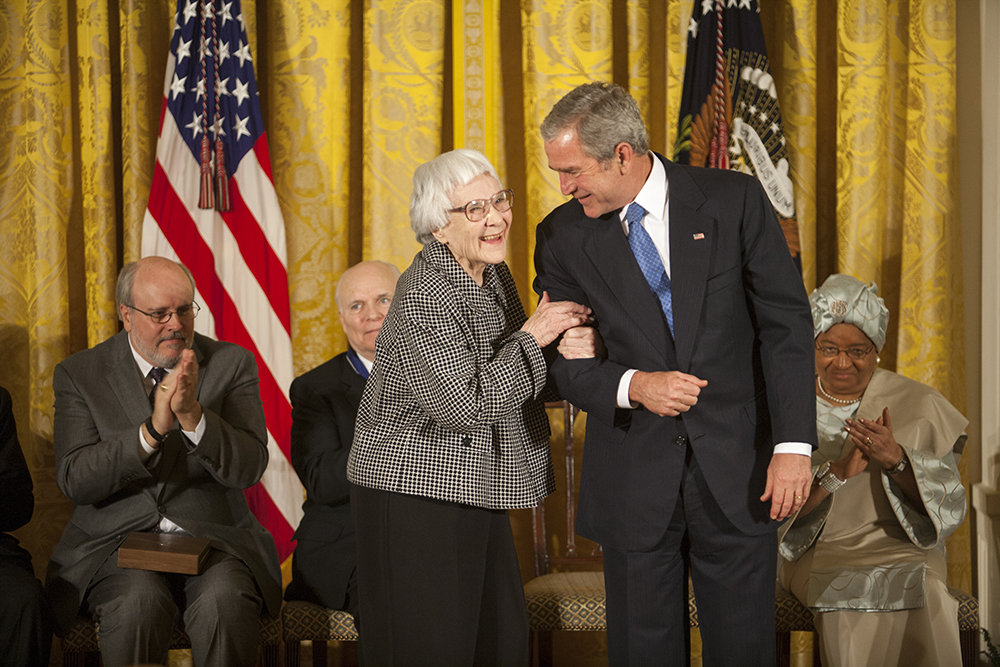
George W. Bush elnök és Harper Lee a Fehér Házban (2007. nov. 5.)

2007-ben George W. Bush kitüntette Lee-t az Elnöki Szabadságéremmel, ami az Egyesült Államok legmagasabb polgári kitüntetése.

## Filmbeli ábrázolásai
A Capote című 2005-ös filmben, amely a Hidegvérrel megírásának körülményeit dolgozza fel, Catherine Keener játssza Lee szerepét. Alakításáért Oscar-díjra jelölték a színésznőt. A hasonló témájú 2006-os A hírhedtben Sandra Bullock játssza Leet.

## Magyarul
- Ne bántsátok a feketerigót!; ford. Máthé Elek, bev. Nemeskürty István; Magvető, Bp., 1965 (Világkönyvtár)
- Menj, állíts őrt!; ford. Pordán Ferenc; Geopen, Bp., 2015